# Dipyrena arequipensis
Dipyrena arequipensis là một loài thực vật có hoa trong họ Cỏ roi ngựa. Loài này được (Botta) Ravenna mô tả khoa học đầu tiên năm 2008.